# داريو حسين
داريو حسين (بالإسبانية: Darío Husaín)‏ هو لاعب كرة قدم أرجنتيني في مركز الهجوم، ولد في 2 مايو 1976 في هايدو في الأرجنتين. لعب مع ريفر بليت وفيليز سارسفيلد ونادي أونيفرسيداد كاتوليكا.